# Live from Space
Live from Space es el primer y único álbum en vivo del rapero estadounidense Mac Miller. El álbum fue lanzado el 17 de diciembre de 2013 por Rostrum Records. El álbum fue grabado en The Space Migration Tour, que se desarrolló desde el 25 de junio de 2013 hasta el 18 de julio de 2013. El álbum también incluye cinco canciones inéditas que no formaron su segundo álbum de estudio Watching Movies with the Sound Off.

## Lista de canciones
1. S.D.S. (En vivo) - 3:30
2. The Star Room / Killin' Time (En vivo) - 5:33
3. BDE (Best Day Ever) (En vivo) - 5:21
4. Bird Call (En vivo) - 2:41
5. Watching Movies (En vivo) - 3:33
6. REMember  (En vivo) - 4:31
7. The Question (En vivo) - 8:11
8. Objects in the Mirror (En vivo) - 6:29
9. Youforia  (En vivo) - 4:06
10. Eggs Aisle - 2:40
11. Earth (con Future) - 4:16
12. Life - 3:15
13. Black Bush - 3:10
14. In the Morning (con Syd tha Kyd & Thundercat) - 4:25

Total de duración: 1:01:42

## Posicionamiento en lista
| Lista (2013)                            | Posiciones |
| --------------------------------------- | ---------- |
| Estados Unidos (Top R&B/Hip-Hop Albums) | 23         |
| Estados Unidos (Independent Albums)     | 33         |